# کریستین متز
کریستین متز (به انگلیسی: Christian Metz) ‏ (۱۹۳۱–۱۹۹۳) نظریه‌پرداز ساختارگرای فرانسوی فیلم بود. نظریات او عموماً به رابطهٔ فیلم و زبان می‌پرداخت. کریستین متز یکی از تأثیرگذارترین نظریه‌پردازان سینما بود که بر روی یک نسل کامل از نظریه‌پردازان پس از خود همچون لورا مالوی و ژان لویی بودری تأثیر گذاشت. خود او متأثر از آراء و اندیشه‌های چارلز پیرس، فردینان دو سوسور، زیگموند فروید، رولان بارت و ژاک لاکان بود.

## نظریات
مهمترین نظریه متز در باب زبان سینمایی بود. او از خود سؤال کرد آیا سینما یک زبان است؟ او از طریق بررسی زبان‌شناسانهٔ سینما و بررسی شباهت نما و واژه به این سؤال پاسخ منفی داد. در عین حال او سینما را شبیه به زبان خواند و در پی توضیح و تفسیر نظام‌های همنشینی و جانشینی در سینما برآمد. او در عین حال به بررسی روانکاوانه سینما نیز پرداخت و از نظریات فروید و آینگی لاکان در نظریات سینمایی خودش استفاده کرد.
فهرست چرخه بزرگ سینمایی نیز کار اوست.

## گزیدهٔ کتاب‌شناسی
- زبان فیلم: نشانه‌شناسی سینما (ISBN 0-226-52130-3)
- دال خیالی: روانکاوی و سینمای (ISBN 0-253-20380-5)
- زبان و سینما (ISBN 90-279-2682-4)

## فهرست منابع
- استم، رابرت، مقدمه‌ای بر نظریهٔ فیلم، به کوشش احسان نوروزی، انتشارات سورهٔ مهر، ۱۳۸۳
- اندرو، دادلی، تئوری‌های اساسی فیلم، ترجمهٔ مسعود مدنی، انتشارات عکس معاصر، ۱۳۶۵
- ویکی‌پدیای انگلیسی